# Gothmog
Gothmog es un personaje ficticio que pertenece al legendarium del escritor británico J. R. R. Tolkien y que aparece en su novela póstuma El Silmarillion. Es el señor de todos los Balrogs, el capitán de las huestes de Angband y el más poderoso de los guerreros y lugartenientes de Morgoth, si exceptuamos a Sauron. En sus orígenes, Gothmog fue el mayor espíritu de fuego maia, si exceptuamos a Arien. Forma parte de los espíritus que se rebelaron junto a Melkor contra los Valar.
La crueldad de este auténtico demonio no tiene límites y siempre se le ha vinculado a la oscuridad y a su perversa forma. Controla las llamas a voluntad, tiene una estatura de más de seis metros. Una gran niebla le proporciona un recubrimiento humeante. La reputación de este Balrog como guerrero, no excede a la de hechicero, ya que es capaz de controlar y dirigir a otros demonios menores a voluntad. Durante la Primera Edad del Sol presentó Batalla en contra de los Noldor y fue uno de sus más feroces enemigos. 
Gothmog hizo su primera aparición frente a las puertas de Angband, donde en la segunda de las Batallas de Beleriand, mató al entonces Rey Supremo de los Noldor, Fëanor. En la Quinta Batalla, Nírnaeth Arnoediad (la Batalla de las Lágrimas Innumerables), asesinó a otro de los Altos Reyes de los Noldor, Fingon, y capturó a Húrin, señor de los hombres, quien fue llevado a Angband.
En el año 511 de la Primera Edad mandó a sus terribles ejércitos hacia la gran batalla que culminó con la Caída de Gondolin. En el asalto a la Ciudad Escondida, Gothmog se rodeaba de una guardia personal formada por trolls, una hueste de balrogs y legiones de dragones y orcos con los que consiguió derrotar a los defensores del último reino de los Noldor. Mientras la ciudad era saqueada, Gothmog combatió en duelo con Echtelion, Señor de las Fuentes de Gondolin, y ambos contrincantes se dieron muerte.